# Ciclism la Jocurile Olimpice de vară din 2024
Probele sportive de ciclism la Jocurile Olimpice de vară din 2024 s-au desfășurat în perioada 27 iulie–11 august 2024 în patru locații diferite din Paris, Franța. Probele de pistă și curse BMX au avut loc pe Vélodrome de Saint-Quentin-en-Yvelines, probele de șosea și contratimp la Pont d'Iéna, probele de mountain biking pe Élancourt Hill, iar probele de BMX Freestyle în Place de la Concorde.

## Clasament pe medalii
| Loc   | Țară                       | Aur | Argint | Bronz | Total |
| ----- | -------------------------- | --- | ------ | ----- | ----- |
| 1     | Franța                     | 3   | 3      | 3     | 9     |
| 2     | Olanda                     | 3   | 3      | 1     | 7     |
| 3     | Australia                  | 3   | 2      | 3     | 8     |
| 4     | Marea Britanie             | 2   | 2      | 4     | 11    |
| 5     | Statele Unite ale Americii | 2   | 2      | 1     | 5     |
| 6     | Noua Zeelandă              | 2   | 2      | 0     | 4     |
| 7     | Belgia                     | 2   | 0      | 3     | 5     |
| 8     | Italia                     | 1   | 2      | 1     | 4     |
| 9     | Portugalia                 | 1   | 1      | 0     | 2     |
| 10    | Argentina                  | 1   | 0      | 0     | 1     |
| 10    | China                      | 1   | 0      | 0     | 1     |
| 12    | Germania                   | 0   | 1      | 1     | 2     |
| 13    | Africa de Sud              | 0   | 0      | 1     | 1     |
| 13    | Danemarca                  | 0   | 0      | 1     | 1     |
| 13    | Elveția                    | 0   | 0      | 1     | 1     |
| 13    | Suedia                     | 0   | 0      | 1     | 1     |
| Total | Total                      | 21  | 21     | 21    | 63    |

## Medaliați

### Ciclism pe șosea
| Probă                                  | Aur                                                 | Argint                                | Bronz                                           |
| Cursa masculină pe șosea detalii       | Remco Evenepoel · Belgia (BEL)                      | Valentin Madouas · Franța (FRA)       | Christophe Laporte · Franța (FRA)               |
| Cursa feminină pe șosea detalii        | Kristen Faulkner · Statele Unite ale Americii (USA) | Marianne Vos · Olanda (NED)           | Lotte Kopecky · Belgia (BEL)                    |
| Contratimp individual masculin detalii | Remco Evenepoel · Belgia (BEL)                      | Filippo Ganna · Italia (ITA)          | Wout van Aert · Belgia (BEL)                    |
| Contratimp individual feminin detalii  | Grace Brown · Australia (AUS)                       | Anna Henderson · Marea Britanie (GBR) | Chloé Dygert · Statele Unite ale Americii (USA) |

### Ciclism pe pistă
| Probă                               | Aur                                                                                             | Argint                                                                                        | Bronz                                                                         |
| Sprint masculin individual detalii  | Harrie Lavreysen · Olanda (NED)                                                                 | Matthew Richardson · Australia (AUS)                                                          | Jack Carlin · Marea Britanie (GBR)                                            |
| Sprint feminin individual detalii   | Ellesse Andrews · Noua Zeelandă (NZL)                                                           | Lea Friedrich · Germania (GER)                                                                | Emma Finucane · Marea Britanie (GBR)                                          |
| Sprint masculin pe echipe detalii   | Olanda · Roy van den Berg · Harrie Lavreysen · Jeffrey Hoogland                                 | Marea Britanie · Ed Lowe · Hamish Turnbull · Jack Carlin                                      | Australia · Leigh Hoffman · Matthew Richardson · Matthew Glaetzer             |
| Sprint feminin pe echipe detalii    | Marea Britanie · Katy Marchant · Sophie Capewell · Emma Finucane                                | Noua Zeelandă · Rebecca Petch · Shaane Fulton · Ellesse Andrews                               | Germania · Pauline Grabosch · Emma Hinze · Lea Sophie Friedrich               |
| Keirin masculin detalii             | Harrie Lavreysen · Olanda (NED)                                                                 | Matthew Richardson · Australia (AUS)                                                          | Matthew Glaetzer · Australia (AUS)                                            |
| Keirin feminin detalii              | Ellesse Andrews · Noua Zeelandă (NZL)                                                           | Hetty van de Wouw · Olanda (NED)                                                              | Emma Finucane · Marea Britanie (GBR)                                          |
| Urmărire masculin pe echipe detalii | Australia · Oliver Bleddyn · Sam Welsford · Conor Leahy · Kelland O'Brien                       | Marea Britanie · Ethan Hayter · Daniel Bigham · Charlie Tanfield · Ethan Vernon · Oliver Wood | Italia · Simone Consonni · Filippo Ganna · Francesco Lamon · Jonathan Milan   |
| Urmărire feminin pe echipe detalii  | Statele Unite ale Americii · Jennifer Valente · Lily Williams · Chloé Dygert · Kristen Faulkner | Noua Zeelandă · Ally Wollaston · Bryony Botha · Emily Shearman · Nicole Shields               | Marea Britanie · Elinor Barker · Josie Knight · Anna Morris · Jessica Roberts |
| Madison masculin detalii            | Portugalia · Iúri Leitão · Rui Oliveira                                                         | Italia · Simone Consonni · Elia Viviani                                                       | Danemarca · Niklas Larsen · Michael Mørkøv                                    |
| Madison feminin detalii             | Italia · Chiara Consonni · Vittoria Guazzini                                                    | Marea Britanie · Elinor Barker · Neah Evans                                                   | Olanda · Maike van der Duin · Lisa van Belle                                  |
| Omnium masculin detalii             | Benjamin Thomas · Franța (FRA)                                                                  | Iúri Leitão · Portugalia (POR)                                                                | Fabio Van den Bossche · Belgia (BEL)                                          |
| Omnium feminin detalii              | Jennifer Valente · Statele Unite ale Americii (USA)                                             | Daria Pikulik · Polonia (POL)                                                                 | Ally Wollaston · Noua Zeelandă (NZL)                                          |

### Ciclism montan
| Probă                          | Aur                                   | Argint                                          | Bronz                               |
| Cross-country masculin detalii | Tom Pidcock · Marea Britanie (GBR)    | Victor Koretzky · Franța (FRA)                  | Alan Hatherly · Africa de Sud (RSA) |
| Cross-country feminin detalii  | Pauline Ferrand-Prévot · Franța (FRA) | Haley Batten · Statele Unite ale Americii (USA) | Jenny Rissveds · Suedia (SWE)       |

### BMX
| Probă                                | Aur                               | Argint                                            | Bronz                           |
| Cursa masculină BMX detalii          | Joris Daudet · Franța (FRA)       | Sylvain André · Franța (FRA)                      | Romain Mahieu · Franța (FRA)    |
| Cursa feminină BMX detalii           | Saya Sakakibara · Australia (AUS) | Manon Veenstra · Olanda (NED)                     | Zoé Claessens · Elveția (SUI)   |
| Cursa masculină de freestyle detalii | José Torres Gil · Argentina (ARG) | Kieran Reilly · Marea Britanie (GBR)              | Anthony Jeanjean · Franța (FRA) |
| Cursa feminină de freestyle detalii  | Deng Yawen · China (CHN)          | Perris Benegas · Statele Unite ale Americii (USA) | Natalya Diehm · Australia (AUS) |